# 2090
2090 (ММLXXXIII) е обикновена година, започваща в неделя според Григорианския календар. Тя е 2090-та година от новата ера, деветдесетата от третото хилядолетие и първата от 2090-те.